# Maria João Pires

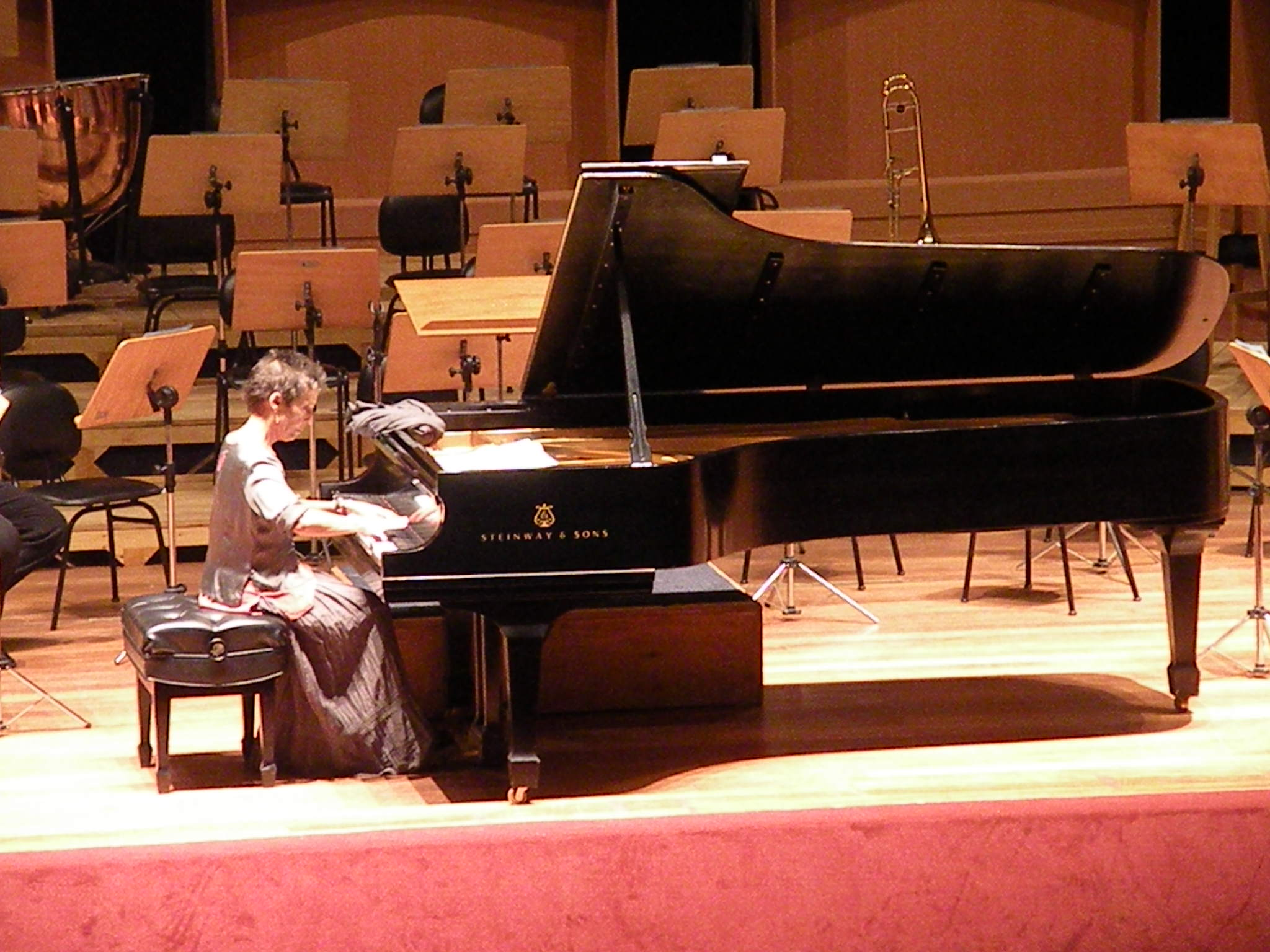
Maria João Pires (2009)

Maria João Pires (Lissabon, 23 juli 1944) is een Portugees pianiste; verhuisde in 2006 naar Brazilië, maar woont sinds 2017 weer in Portugal.

## Levensloop
Pires begon met pianospelen toen ze 3 jaar oud was en gaf haar eerste recital op haar 5e. Ze speelde pianoconcerten van Mozart voor publiek toen ze zeven jaar oud was. Twee jaar later ontving ze een belangrijke prijs voor jonge musici in Portugal. In de jaren daarna, van 1953 tot 1960, studeerde ze compositieleer, muziektheorie en muziekgeschiedenis bij Campos Coelho aan het Conservatorium van Lissabon, waar ze op haar zestiende afstudeerde. Ze vervolgde haar studie in Duitsland, eerst aan de Staatliche Hochschule für Musik van München bij Rosl Schmid, daarna in Hannover bij Karl Engel.
Internationale roem kwam in 1970, toen ze de Internationale Beethoven Bicentennial Wedstrijd in Brussel won. Sindsdien treedt ze op over de gehele wereld. Ze speelt veel werken van Bach, Beethoven, Schumann, Schubert, Mozart, Brahms en Chopin. In 1986 debuteerde ze in Londen, waar ze samenspeelde met violist Augustin Dumay, en in Canada met het Orchestre Symphonique de Montréal. Pires en Dumay hebben veel kamermuziek uitgevoerd door heel Europa. Samen met cellist Jiang Wang treden zij ook regelmatig op als trio.
In 1987 nam Pires deel aan de inwijdingstournee van het Gustav Mahler Jeugdorkest onder leiding van Claudio Abbado. In 1990 trad ze opnieuw op met Abbado, deze keer met de Wiener Philharmoniker tijdens de Paaseditie van de Salzburger Festspiele. Ook trad ze regelmatig op met de Berliner Philharmoniker en met het Concertgebouworkest onder leiding van Riccardo Chailly. 
In 1989 tekende ze een exclusief contract met Deutsche Grammophon. Ze heeft opnames gemaakt van de pianosonates van Beethoven, waaronder de Mondscheinsonate, de complete impromptus van Schubert, de complete Nocturnes en andere werken van Chopin, en Mozart pianotrio's met Augustin Dumay (viool) en Jiang Wang (cello). Haar opname van de Nocturnes van Chopin bereikte nummer één in de hitlijsten voor klassieke muziek in 1997.
In 1989 won ze de Portugese Pessoa Prijs. Ook heeft ze het Belgais Centre for Study of the Arts opgericht.
In 2006 verhuisde ze naar Salvador in Brazilië. In een cryptische opmerking zei ze dat haar leven in Portugal een marteling was geweest en dat ze daardoor Portugal wel moest verlaten.
In 2012 startte ze twee projecten op in België gericht op de uitwisseling van ideeën tussen verschillende soorten mensen. Het eerste was het Equinox Project, dat verschillende koren oprichtte voor kansarme gezinnen. Het tweede was het Partitura Project dat streeft naar een dynamiek tussen artiesten.
In het seizoen 2024/2025 verzorgde Pires meerdere concerten samen met de blinde Spaanse pianist Ignasi Cambra, onder meer in Nederland, zoals in Amare in Den Haag.

### Trivia
Tijdens een lunchconcert in het Amsterdamse Concertgebouw in 1999 was Pires de solist in een pianoconcert van Wolfgang Amadeus Mozart. Toen dirigent Riccardo Chailly aan de orkestintroductie begon, schrok de pianiste, want in plaats van het concert in d klein KV 466 had ze een ander concert van Mozart voorbereid. Omdat de dirigent ondanks het bezwaar van de pianiste niet aftikte, moest ze zich tijdens de lange orkestintroductie aanpassen aan de nieuwe situatie en een concert uit het hoofd spelen dat ze naar eigen zeggen al lang niet meer had gespeeld, maar dat ze nog steeds met gemak wist te spelen.

### Oud-leerlingen
Pires geeft ook les. Oud- en huidige leerlingen: 
- Emmanuel Strosser uit Straatsburg, finalist in 1991 van de Clara Haskil International Piano Competition
- Lucas en Arthur Jussen
- Asjot Chatsjatoerjan

- Bibsys: 1070805
- Biblioteca Nacional de España: XX1072051
- Bibliothèque nationale de France: cb13898517v (data)
- CiNii: DA08510645
- Gemeinsame Normdatei: 124927521
- International Standard Name Identifier: 0000 0001 0937 4314
- Library of Congress Control Number: n78045366
- Nationale Bibliotheek van Letland: 000246302
- MusicBrainz: 64cf3646-fde3-4f5e-8741-8b4d21917785
- Nationale Bibliotheek van Tsjechië: xx0198406
- Nationale bibliotheek van Australië: 36578135
- Nationale Bibliotheek van Israël: 987007435034305171
- Nationale Bibliotheek van Polen: a0000001281617
- Nationale en Universitaire bibliotheek Zagreb: 000593640
- Nederlandse Thesaurus van Auteursnamen: 070775729
- SNAC: w6dz17bz
- Système universitaire de documentation: 085914487
- Trove: 1302888
- Virtual International Authority File: 113931950
- WorldCat: E39PBJcKMkj6MfVBxp73wVG8md